# Louis Potteau d'Hancardrie
Louis Potteau d'Hancardrie, né le 15 mai 1770 à Lille (Flandre française) et mort le 18 juin 1833 à Paris (Seine) est un homme politique français.

## Biographie
Louis Joseph Marie Potteau nait à Lille en 1770. Il est baptisé en l'église Sainte-Catherine de Lille le 15 mai 1770. Il est le fils de Denis Joseph Marie Potteau, écuyer, seigneur de la Chaussée, bourgeois de Lille, greffier de la gouvernance de Lille après son père, et de Marie Françoise Joseph Aronio.
Écuyer, seigneur d'Hancardrie (sur Ennetières-en-Weppes) avant 1789, propriétaire terrien, administrateur de l'Hospice général de Lille et conseiller général, il est député du Nord de 1815 à 1816 siégeant dans la majorité de la Chambre introuvable et de 1818 à 1830. Il devient conseiller de préfecture en 1820. Il refuse de prêter serment à la monarchie de Juillet, démissionne de son mandat de député et quitte la vie politique.
Il épouse le 16 novembre 1803 Marie Joséphine de Lencquesaing (1774-1858), (famille de Lencquesaing), fille de Louis Dominique Eustache, écuyer, seigneur de Laprée (sur Quiestède) et de Marie Cécile Joseph Aronio. (La mère de l'époux et la mère de l'épouse sont sœurs). Elle nait à Lille le 18 septembre 1774 et y meurt le 14 novembre 1858, à 84 ans.
Le ménage était établi au no 40 de la rue d'Angoulême à Lille. Dont postérité (quatre enfants : une fille morte jeune suivie de trois garçons demeurés célibataires; l'un d'entre eux va être page et garde du corps du roi Charles X).

## Distinctions
- Chevalier de la Légion d'honneur par décret royal du 1er mai 1821
- Officier de la Légion d'honneur par décret royal du 19 mai 1825[5].

## Sources
- https://avantlapree.hypotheses.org/ Ce carnet de recherche en sciences humaines et sociales présente la correspondance de Ferdinand Potteau d'Hancardrie (1810-1870), pensionnaire à Saint-Acheul (Amiens), à son père Louis d'Hancardrie (1770-1833).
- Paul Denis du Péage, « Recueil de généalogies lilloises- tome 1 », Recueil de la société d'études de la province de Cambrai, vol. 12, 1906-1909, p.392-393, lire en ligne.